# Tállya
Tállya é um município da Hungria, situado no condado de Borsod-Abaúj-Zemplén. Tem 37,96 km² de área e sua população em 2015 foi estimada em 1.892 habitantes.